# Thomas Bailey Aldrich

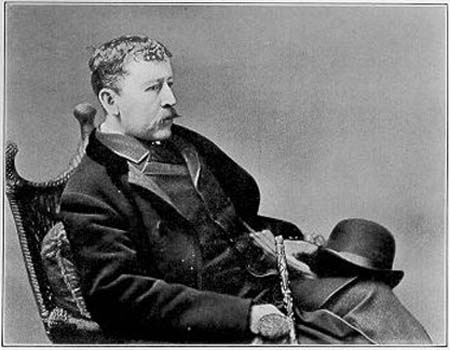
Thomas Bailey Aldrich

Thomas Bailey Aldrich (11 de novembre, 1836, Portsmouth, Nou Hampshire - 19 de març, 1907, Boston, Massachusetts) va ser un editor, escriptor de contes i poeta estatunidenc.
Va destacar per la seva llarga etapa com a editor de The Atlantic Monthly, durant la qual va publicar escriptors com Charles W. Chesnutt.També va ser conegut pel seu llibre semiautobiogràfic The Story of a Bad Boy, que va establir el subgènere del "llibre del nen dolent" a la literatura nord-americana del segle XIX, i per la seva poesia.

## Biografia

### Primers anys i educació
Thomas Bailey Aldrich va néixer a Portsmouth (Nou Hampshire), l'11 de novembre de 1836, fill d'Elias T. Aldrich i Sara Aldrich, de soltera Bailey. Quan Aldrich era un nen, el seu pare es va traslladar a Nova Orleans, però després de 10 anys, Aldrich va ser enviat de nou a Portsmouth per preparar-se per a la universitat. Aquest període de la seva vida es descriu en part en la seva novel·la semiautobiogràfica The Story of a Bad Boy (1870), en la qual "Tom Bailey" és l'heroi juvenil.

### Inicis de la carrera
Aldrich va abandonar els preparatius universitaris després de la mort del seu pare el 1849. Als 16 anys, el 1852, va entrar a l'oficina de negocis del seu oncle a Nova York i es va convertir en un col·laborador constant de diaris i revistes. Aldrich es va fer amic d'altres joves poetes, artistes i enginyosos de la bohèmia metropolitana de principis dels anys 1860, inclosos Edmund Clarence Stedman, Richard Henry Stoddard, Fitz Hugh Ludlow, Bayard Taylor i Walt Whitman. De 1856 a 1859, Aldrich va formar part de l'equip de la Home Journal, aleshores editat per Nathaniel Parker Willis. Durant la Guerra Civil dels Estats Units va ser l'editor del New York Illustrated News.
El 1865, Aldrich va tornar a Nova Anglaterra, i a Boston va editar la revista literària setmanal eclèctica Every Saturday, publicada per Ticknor and Fields i els seus successors (Field, Osgood; James R. Osgood & Co.; H. O. Houghton & Co.), durant tota la seva existència de 1866 a 1874. De 1881 a 1890, va editar The Atlantic Monthly, la revista més important de Boston. Com a editor de The Atlantic, va crear tensió amb el seu editor Henry Oscar Houghton en negar-se a publicar articles que Houghton havia encarregat a amics seus, com ara Woodrow Wilson i Francis Marion Crawford. Quan Houghton va renyar Aldrich per rebutjar les propostes del seu amic Daniel Coit Gilman, Aldrich va amenaçar de dimitir i finalment ho va fer el juny de 1890.

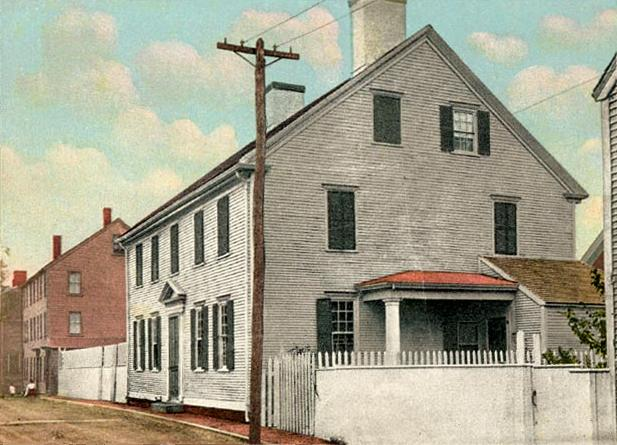
Casa de Thomas Bailey Aldrich, part del Strawbery Banke Museum, Portsmouth, Nou Hampshire

Començant amb la col·lecció de contes titulada Marjorie Daw and Other People (1873), Aldrich va escriure obres de realisme i humor tranquil. Les seves novel·les Prudence Palfrey (1874), The Queen of Sheba (1877) i The Stillwater Tragedy (1880) tenien més acció dramàtica. La primera retratava Portsmouth amb el toc afectuós mostrat en el conte humorístic més curt, A Rivermouth Romance (1877). A An Old Town by the Sea (1893), Aldrich va commemorar de nou el seu lloc de naixement. Viatges i la seva descripció són el tema de From Ponkapog to Pesth (1883).

### Matrimoni i vida posterio r
Aldrich es va casar el 1865 amb Lilian Woodman de Nova York, i van tenir dos fills. Pel que sembla, Mark Twain detestava la dona d'Aldrich, escrivint el 1893: "Senyor, com l'aborreixo, aquesta dona! És una idiota, una idiota absoluta, i no ho sap... i el seu marit, l'home més sincer que existeix... lligat de per vida a aquesta bèstia buida, a aquest penja-robes, a aquesta xerraire, a aquesta poca-solta, a aquesta ximple!". Per la seva banda, Lilian Aldrich va escriure afectuosament sobre Mark Twain en les seves memòries Crowding Memories (1920). No obstant això, en el Capítol 12, escriu amb disculpa sobre la seva primera trobada, quan el va tractar fredament, sense saber qui era i creient erròniament que estava ebri.
Els Aldrich eren amics íntims de Henry L. Pierce, exalcalde de Boston i magnat de la xocolata. En morir el 1896, els va llegar la seva propietat a Canton (Massachusetts).
El 1901, al fill d'Aldrich, Charles, casat l'any anterior, se li va diagnosticar tuberculosi. Aldrich va construir dues cases, una per al seu fill i una per a ell i la seva família, a Saranac Lake (Nova York), que aleshores era el principal centre de tractament de la malaltia. El 6 de març de 1904, Charles Aldrich va morir de tuberculosi, a l'edat de trenta-quatre anys. La família va marxar de Saranac Lake i no hi va tornar mai més.

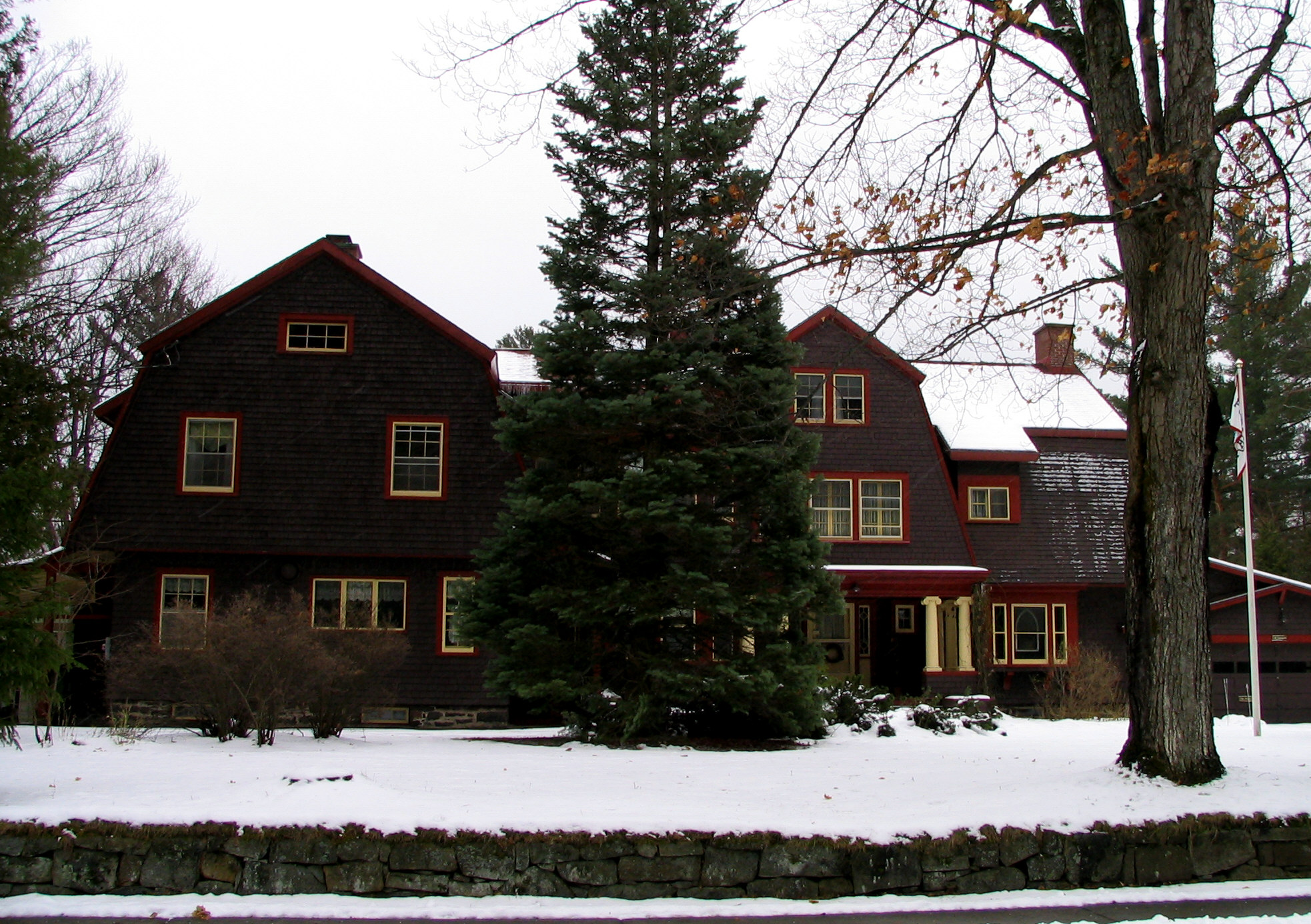
147 Park Avenue, Saranac Lake. Aldrich l'anomenava "El Porc Espí" perquè tenia molts punts bons. Les "galeries de cura" són a l'altra banda de la casa. Actualment, és un bed and breakfast.

Aldrich va morir a Boston el 19 de març de 1907. Les seves últimes paraules registrades van ser: "Malgrat tot, me'n vaig a dormir; apagueu els llums." La seva Vida va ser escrita per Ferris Greenslet (1908). Està enterrat al lot 6109 del Grapevine Path del Mount Auburn Cemetery a Cambridge (Massachusetts).
El 1920, la vídua d'Aldrich va publicar les seves memòries, Crowding Memories, que inclouen relats de les amistats del seu marit amb Mark Twain, William Dean Howells, Bret Harte, Henry James, James Russell Lowell, Harriet Beecher Stowe, Edwin Booth i altres personalitats culturals.

## Estil literari i crítica
Aldrich va escriure tant en prosa com en vers. Era ben conegut per la seva forma en la poesia. Els seus successius volums de vers, principalment The Ballad of Babie Bell (1856), Pampinea, and Other Poems (1861), Cloth of Gold (1874), Flower and Thorn (1876), Friar Jerome's Beautiful Book (1881), Mercedes and Later Lyrics (1883), Wyndham Towers (1889), i les edicions recollides de 1865, 1882, 1897 i 1900, el van mostrar com un poeta d'habilitat lírica i toc lleuger. Els crítics creien que mostrava la influència de Robert Herrick.
Va ser un crític del vers dialectal que era popular en aquella època. En una carta de 1900 referint-se al poeta contemporani James Whitcomb Riley, va escriure: "El llenguatge anglès és una cosa massa sagrada per ser mutilada i vulgaritzada".
Els poemes narratius o dramàtics més llargs d'Aldrich no van tenir tant d'èxit. Obres destacades inclouen lletres com "Hesperides", "When the Sultan Goes to Ispahan", "Before the Rain", "Nameless Pain", "The Tragedy", "Seadrift", "Tiger Lilies", "The One White Rose", "Palabras Cariñosas", "Destiny", i el poema de vuit línies "Identity".

## Obres publicades
- Daisy's Necklace: and What Came of It (1857)
- The Course of True Love Never Did Run Smooth (1858)
- Out of His Head (1862)
- Père Antoine's Date Palm (1866)
- Pansie's Wish: A Christmas Fantasy, with a Moral (1870)
- The Story of a Bad Boy (1870)
- Marjorie Daw and Other People (1873)
- Prudence Palfrey (1874)
- The Queen of Sheba (1877)
- A Rivermouth Romance (1877)
- The Story of a Cat (1879)
- The Stillwater Tragedy (1880)
- From Ponkapog to Pesth (1883)
- The Second Son (1888)
- Wyndham Towers (1889)
- Aldrich, Thomas Bailey. An Old Town by the Sea. 2nd.  Cambridge, Massachusetts: Riverside Press, H.O. Houghton & Co., 1893.
- Two Bites at a Cherry, with Other Tales (1894)
- Judith and Holofernes: A Poem (1896)
- A Sea Turn and Other Matters (1902)
- Ponkapog Papers (1903)